# 에우리알로스
에우리알로스(그리스어: Ευρύαλος)는 그리스 신화에 나오는 이름으로 다음 두 명의 서로 다른 인물을 말한다.

## 메키스테우스의 아들
에우리알로스는 메키스테우스 왕의 아들로 테바이를 공격하는 에피고노이 중에 한 사람이다. 그는 테바이를 정복하여 아버지들의 복수를 달성했다. 호메로스의 일리아스에서 그는 디오메데스를 대장으로 하는 아르고스 군의 지휘관으로 스테넬로스와 함께 그리스 연합군의 일원으로 80척의 검은 배와 함께 트로이 원정에 참전했다. 파트로클로스의 장례경기에서 권투경기에 나갔다가 에페이오스에게 패했다. 그는 나중에 트로이 목마에 올라간 40명의 용사중에 한 사람이기도 하다.

## 아이네이스의 인물
베르길리우스의 아이네이스에서 니수스와 에우리알루스는 이상적인 우정의 대명사로 나온다. 루툴리족과의 전투에서 목숨을 잃는다.